# Воскресенівка (Самарівський район)
Воскресе́нівка — село в Україні, у Перещепинській міській громаді Самарівського району Дніпропетровської області. Населення за переписом 2001 року становить 150 осіб.

## Географія
Село Воскресенівка знаходиться на одному з витоків річки Кільчень, на відстані 2,5 км від села Голубівка та селище Миролюбівка. Поруч проходить залізниця, станція Кільчень за 4 км.

## Історія
Станом на 1886 рік в селі, центрі Воскресенської волості, мешкало 264 особи, налічувалось 46 дворових господарств, існувала православна церква.
З 1917 — у складі УНР. З 1991 — у складі держави Україна.
Село постраждало внаслідок геноциду українського народу, проведеного урядом СССР 1932—1933 та 1946—1947.